# Mog Corb
Mog Corb ( conducteur de char), parfois nommé Mac Corb, fils du char, fils de Cobthach Cáem, fils de Rechtaid Rígderg est selon les légendes médiévales et la tradition pseudo-historique irlandaise un Ard ri Erenn.

## Règne
Mog Corb accède au pouvoir lorsqu'il tue son prédécesseur,Meilge Molbthach. Il règne six ans jusqu'à ce qu'il soit tué par Óengus Ollom, petit-fils de Labraid Loingsech. Son surnom lui aurait été donné après avoir réparé un char brisé destiné à son fils Fer Corb.
Le Lebor Gabála Érenn synchronise son règne avec celui de Ptolémée III Evergète en  Égypte ptolémaïque (246-222 av. J.-C.). La chronologie de Geoffrey Keating Foras Feasa ar Éirinn attribue comme dates à son règne 362-355 av. J.-C. les Annales des quatre maîtres de 506 à 499 av. J.-C. BC.

## Source
- (en) Cet article est partiellement ou en totalité issu de l’article de Wikipédia en anglais intitulé « Mug Corb » (voir la liste des auteurs), édition du 31 mars 2012.